# Páros műkorcsolya az 1972. évi téli olimpiai játékokon
Az 1972. évi téli olimpiai játékokon a műkorcsolya páros versenyszámát február 6. és 8. között rendezték. Az aranyérmet a szovjet Irina Rodnyina–Alekszej Ulanov-páros nyerte. A versenyszámban nem vett részt magyar páros.

## Eredmények
Kilenc bíró pontozta a versenyzőket. A pontok alapján a bírók mindegyikénél külön-külön kialakult egy sorrend, az egyes szakaszokban (kötelező elemek, kűr) és az összesítésnél is, ez egy helyezési pontszámot is jelentett. Az egyes szakaszok, valamint az összesítés eredménye a következő kritériumok alapján alakult ki:
1. „Többségi helyezések száma”. Az a versenyző végzett előrébb, akit a bírók többsége előrébb rangsorolt. A bírók többsége azt jelentette, hogy a legjobb 5 helyezést adó bíró helyezési pontszámait vették figyelembe, de ha az 5. bíró helyezésével még volt azonos helyezés, akkor az(oka)t is figyelembe vették. Ezt az adatot tartalmazza az oszlop. (Pl. a „6×3+” azt jelenti, hogy a versenyző 6 bírónál az első 3 hely valamelyikén végzett.)
2. „Többségi helyezések összege” (a figyelembe vett bírók helyezési pontszámainak összege)
3. „Helyezések összege” (az összes bíró helyezési pontszámainak összege)
4. „Pont” (az összes bíró által adott összpontszám)

### Rövid program
A kötelező programot február 6-án rendezték.
| Hely. | Versenyzők                                                  | Többségi helyezések száma | Többségi helyezések összege | Helyezések összege | Pont  |
| ----- | ----------------------------------------------------------- | ------------------------- | --------------------------- | ------------------ | ----- |
| 1.    | Szovjetunió (URS)-1 · Irina Rodnyina · Alekszej Ulanov      | 5×1+                      | 5,0                         | 13,0               | 104,5 |
| 2.    | Szovjetunió (URS)-2 · Ljudmila Szmirnova · Andrej Szurajkin | 9×2+                      | 14,0                        | 14,0               | 104,4 |
| 3.    | NDK (GDR)-1 · Manuela Groß · Uwe Kagelmann                  | 5×3+                      | 15,0                        | 34,5               | 101,0 |
| 4.    | Egyesült Államok (USA)-1 · JoJo Starbuck · Kenneth Shelley  | 5×4+                      | 16,5                        | 37,5               | 101,1 |
| 5.    | NSZK (FRG)-1 · Almut Lehmann · Herbert Wiesinger            | 5×4+                      | 20,0                        | 41,5               | 100,1 |
| 6.    | Szovjetunió (URS)-3 · Irina Csernyajeva · Vaszilij Blagov   | 5×6+                      | 27,5                        | 57,0               | 97,9  |
| 7.    | NDK (GDR)-2 · Annette Kansy · Axel Salzmann                 | 6×7+                      | 38,0                        | 64,5               | 96,8  |
| 8.    | Egyesült Államok (USA)-2 · Melissa Militano · Mark Militano | 5×8+                      | 33,0                        | 75,5               | 94,5  |
| 9.    | Kanada (CAN)-1 · Sandra Bezic · Val Bezic                   | 7×9+                      | 58,5                        | 80,5               | 94,2  |
| 10.   | NSZK (FRG)-2 · Corinna Halke · Eberhard Rausch              | 5×10+                     | 48,0                        | 97,0               | 92,2  |
| 11.   | Lengyelország (POL) · Grażyna Kostrzewińska · Adam Brodecki | 6×11+                     | 59,5                        | 102,5              | 90,4  |
| 12.   | Egyesült Államok (USA)-3 · Barbara Brown · Douglas Berndt   | 5×12+                     | 51,0                        | 109,0              | 90,0  |
| 13.   | Franciaország (FRA) · Florence Cahn · Jean Racle            | 7×13+                     | 89,0                        | 118,0              | 89,1  |
| 14.   | Nagy-Britannia (GBR) · Linda Connolly · Colin Taylforth     | 5×13+                     | 57,5                        | 114,0              | 89,4  |
| 15.   | Kanada (CAN)-2 · Mary Petrie · John Hubbell                 | 6×14+                     | 77,5                        | 122,5              | 88,8  |
| 16.   | Japán (JPN) · Nagaszava Kotoe · Nagakubo Hirosi             | 9×16+                     | 143,0                       | 143,0              | 83,9  |

### Kűr
A kűrt február 8-án rendezték. A pontszám a bírók által adott pontok háromszorosa.
| Hely. | Versenyzők                                                  | Többségi helyezések száma | Többségi helyezések összege | Helyezések összege | Pont  |
| ----- | ----------------------------------------------------------- | ------------------------- | --------------------------- | ------------------ | ----- |
| 1.    | Szovjetunió (URS)-1 · Irina Rodnyina · Alekszej Ulanov      | 5×1+                      | 5,0                         | 13,0               | 315,9 |
| 2.    | Szovjetunió (URS)-2 · Ljudmila Szmirnova · Andrej Szurajkin | 8×2+                      | 13,5                        | 16,0               | 315,0 |
| 3.    | NDK (GDR)-1 · Manuela Groß · Uwe Kagelmann                  | 8×3+                      | 22,0                        | 26,0               | 310,8 |
| 4.    | Egyesült Államok (USA)-1 · JoJo Starbuck · Kenneth Shelley  | 5×4+                      | 19,0                        | 39,0               | 305,7 |
| 5.    | Szovjetunió (URS)-3 · Irina Csernyajeva · Vaszilij Blagov   | 7×6+                      | 38,5                        | 52,0               | 301,2 |
| 6.    | NSZK (FRG)-1 · Almut Lehmann · Herbert Wiesinger            | 6×6+                      | 30,5                        | 54,5               | 299,7 |
| 7.    | Egyesült Államok (USA)-2 · Melissa Militano · Mark Militano | 5×7+                      | 27,5                        | 60,5               | 298,5 |
| 8.    | NDK (GDR)-2 · Annette Kansy · Axel Salzmann                 | 6×8+                      | 42,0                        | 68,5               | 295,8 |
| 9.    | Kanada (CAN)-1 · Sandra Bezic · Val Bezic                   | 9×10+                     | 83,5                        | 83,5               | 290,7 |
| 10.   | NSZK (FRG)-2 · Corinna Halke · Eberhard Rausch              | 6×10+                     | 53,5                        | 86,5               | 288,9 |
| 11.   | Lengyelország (POL) · Grażyna Kostrzewińska · Adam Brodecki | 8×11+                     | 83,5                        | 95,5               | 287,4 |
| 12.   | Franciaország (FRA) · Florence Cahn · Jean Racle            | 7×13+                     | 88,0                        | 116,0              | 275,4 |
| 13.   | Egyesült Államok (USA)-3 · Barbara Brown · Douglas Berndt   | 5×13+                     | 60,0                        | 116,5              | 276,9 |
| 14.   | Nagy-Britannia (GBR) · Linda Connolly · Colin Taylforth     | 5×14+                     | 65,0                        | 126,0              | 271,2 |
| 15.   | Kanada (CAN)-2 · Mary Petrie · John Hubbell                 | 7×15+                     | 98,0                        | 130,0              | 269,7 |
| 16.   | Japán (JPN) · Nagaszava Kotoe · Nagakubo Hirosi             | 9×16+                     | 140,5                       | 140,5              | 261,6 |

### Végeredmény
| Helyezés | Versenyzők                                                  | Helyezési pontszámok bírónként | Helyezési pontszámok bírónként | Helyezési pontszámok bírónként | Helyezési pontszámok bírónként | Helyezési pontszámok bírónként | Helyezési pontszámok bírónként | Helyezési pontszámok bírónként | Helyezési pontszámok bírónként | Helyezési pontszámok bírónként | Több. hely. száma | Több. hely. össz. | Hely. össz. | Pont  |
| Helyezés | Versenyzők                                                  | 1                              | 2                              | 3                              | 4                              | 5                              | 6                              | 7                              | 8                              | 9                              | Több. hely. száma | Több. hely. össz. | Hely. össz. | Pont  |
| -------- | ----------------------------------------------------------- | ------------------------------ | ------------------------------ | ------------------------------ | ------------------------------ | ------------------------------ | ------------------------------ | ------------------------------ | ------------------------------ | ------------------------------ | ----------------- | ----------------- | ----------- | ----- |
| Arany    | Szovjetunió (URS)-1 · Irina Rodnyina · Alekszej Ulanov      | 1,0                            | 1,0                            | 1,0                            | 1,0                            | 1,0                            | 2,0                            | 1,0                            | 2,0                            | 2,0                            | 6×1+              | 6,0               | 12,0        | 420,4 |
| Ezüst    | Szovjetunió (URS)-2 · Ljudmila Szmirnova · Andrej Szurajkin | 2,0                            | 2,0                            | 2,0                            | 2,0                            | 2,0                            | 1,0                            | 2,0                            | 1,0                            | 1,0                            | 9×2+              | 15,5              | 15,0        | 419,4 |
| Bronz    | NDK (GDR)-1 · Manuela Groß · Uwe Kagelmann                  | 3,0                            | 3,0                            | 3,0                            | 3,0                            | 4,0                            | 4,0                            | 3,0                            | 3,0                            | 3,0                            | 7×3+              | 21,0              | 29,0        | 411,8 |
| 4.       | Egyesült Államok (USA)-1 · JoJo Starbuck · Kenneth Shelley  | 5,0                            | 4,0                            | 4,0                            | 4,0                            | 3,0                            | 3,0                            | 4,0                            | 4,0                            | 4,0                            | 8×4+              | 30,0              | 35,0        | 406,8 |
| 5.       | NSZK (FRG)-1 · Almut Lehmann · Herbert Wiesinger            | 4,0                            | 5,0                            | 5,0                            | 6,0                            | 5,0                            | 6,0                            | 7,0                            | 6,0                            | 8,0                            | 7×6+              | 37,0              | 52,0        | 399,8 |
| 6.       | Szovjetunió (URS)-3 · Irina Csernyajeva · Vaszilij Blagov   | 6,0                            | 6,0                            | 7,0                            | 5,0                            | 7,0                            | 5,0                            | 6,0                            | 5,0                            | 5,0                            | 7×6+              | 38,0              | 52,0        | 399,1 |
| 7.       | Egyesült Államok (USA)-2 · Melissa Militano · Mark Militano | 9,5                            | 7,0                            | 8,0                            | 9,0                            | 6,0                            | 8,0                            | 5,0                            | 7,0                            | 6,0                            | 5×7+              | 31,0              | 65,5        | 393,0 |
| 8.       | NDK (GDR)-2 · Annette Kansy · Axel Salzmann                 | 7,0                            | 9,0                            | 6,0                            | 7,0                            | 8,0                            | 7,0                            | 8,0                            | 9,0                            | 7,0                            | 5×7+              | 34,0              | 68,0        | 392,6 |
| 9.       | Kanada (CAN)-1 · Sandra Bezic · Val Bezic                   | 8,0                            | 8,0                            | 10,0                           | 10,0                           | 10,0                           | 9,0                            | 10,0                           | 10,0                           | 9,0                            | 9×10+             | 84,0              | 84,0        | 384,9 |
| 10.      | NSZK (FRG)-2 · Corinna Halke · Eberhard Rausch              | 11,0                           | 10,0                           | 9,0                            | 11,0                           | 9,0                            | 10,0                           | 9,0                            | 8,0                            | 10,0                           | 7×10+             | 65,0              | 87,0        | 381,1 |
| 11.      | Lengyelország (POL) · Grażyna Kostrzewińska · Adam Brodecki | 9,5                            | 11,0                           | 11,0                           | 8,0                            | 12,0                           | 11,0                           | 11,0                           | 11,0                           | 11,0                           | 8×11+             | 83,5              | 95,5        | 377,8 |
| 12.      | Egyesült Államok (USA)-3 · Barbara Brown · Douglas Berndt   | 14,0                           | 13,0                           | 12,0                           | 12,0                           | 11,0                           | 13,0                           | 12,0                           | 14,0                           | 13,0                           | 7×13+             | 86,0              | 114,0       | 366,9 |
| 13.      | Franciaország (FRA) · Florence Cahn · Jean Racle            | 13,0                           | 14,0                           | 13,0                           | 13,0                           | 13,0                           | 12,0                           | 14,0                           | 12,0                           | 12,0                           | 7×13+             | 88,0              | 116,0       | 364,5 |
| 14.      | Nagy-Britannia (GBR) · Linda Connolly · Colin Taylforth     | 12,0                           | 15,0                           | 14,0                           | 15,0                           | 15,0                           | 14,0                           | 13,0                           | 13,0                           | 15,0                           | 5×14+             | 66,0              | 126,0       | 360,6 |
| 15.      | Kanada (CAN)-2 · Mary Petrie · John Hubbell                 | 15,0                           | 12,0                           | 15,0                           | 14,0                           | 14,0                           | 15,0                           | 15,0                           | 15,0                           | 14,0                           | 9×15+             | 129,0             | 129,0       | 358,5 |
| 16.      | Japán (JPN) · Nagaszava Kotoe · Nagakubo Hirosi             | 16,0                           | 16,0                           | 16,0                           | 16,0                           | 16,0                           | 16,0                           | 16,0                           | 16,0                           | 16,0                           | 9×16+             | 144,0             | 144,0       | 345,5 |